# 爸爸去哪儿 (第四季)
《爸爸去哪儿》第四季（英語：Where Are We Going? Dad (Season 4)），是中国芒果TV于2016年度第四季度推出的周五晚20点档亲子交互真人秀节目，节目版权原自韩国MBC电视台，概念参考自MBC节目《爸爸 你去哪儿》。节目于9月开始录制，并于10月7日开播前导片，10月14日开播第一集，共六站旅行，剪輯成十三集。《爸爸去哪儿第四季》模式也由原先的明星爸爸带明星子女改成了“實習爸爸”和“素人萌娃”的模式，此外节目还融入了网络互动形式。届时会进行多机位直播，“爸爸”们还会与网友进行线上互动直播。

## 参加人物
第四季参演的。七位成年人（三位实习奶爸）分别是蔡国庆、田亮、沙溢，黄致列（退出），向佐（代替）以及董力。小孩部分则有四男兩女。并由六位爸爸（向佐例外）和小孩主唱主题曲。自第三站起，向佐加入《爸爸去哪儿》
| 父亲                      | 父亲          | 孩子                  | 孩子     | 孩子                              |
| 姓名                      | 生日          | 姓名                  | 性别     | 生日                              |
| 蔡国庆                    | 1968年9月17日 | 蔡轩正 （庆庆）       | 男       | 2011年9月14日 （參加節目時4-5歲） |
| 沙溢                      | 1978年2月15日 | 沙俊伯 （安吉）       | 男       | 2011年7月16日 （參加節目時5歲）   |
| 田亮                      | 1979年8月27日 | 田宸羽 （小亮仔）     | 男       | 2011年11月8日 （參加節目時4-5歲） |
| 實習父亲                  | 實習父亲      | 素人萌娃              | 素人萌娃 | 素人萌娃                          |
| 姓名                      | 生日          | 姓名                  | 性别     | 生日                              |
| 黄致列 （因限韩令而退出） | 1982年12月3日 | 李亦航                | 男       | 2011年5月28日 （參加節目時5歲）   |
| 向佐                      | 1984年7月20日 | 李亦航                | 男       | 2011年5月28日 （參加節目時5歲）   |
| 董力                      | 1993年8月23日 | 崔雅涵 （阿拉蕾）     | 女       | 2012年10月4日 （參加節目時3-4歲） |
| 张伦硕                    | 1982年7月9日  | 張凱琳 （Cayla/考拉） | 女       | 2010年2月6日 （參加節目時6歲）    |

- 黄致列因为限韩令的关系退出节目。艺人向佐将代替黄爸爸的职位。

## 节目行程与路线

### 概览
实际内容以当日播出为准，详情来源于节目各集内容。
| 站驿   | 录制时间              | 集数 | 播出日期       | 地点                                                     | 地点                 | 内容                                                                                            | 备注 |
| 站驿   | 录制时间              | 集数 | 播出日期       | 位置                                                     | 地理形态             | 内容                                                                                            | 备注 |
| 第一站 | 2016年9月14-16日      | 1    | 2016年10月14日 | 中国新疆维吾尔自治区阿勒泰地区哈巴河縣铁热克提鄉白哈巴村 | 阿尔泰山山脉山谷平地 | 素人萌娃选择實習父亲 吃面大赛(选房子) 根据任务卡要求做饭 跳草垛赢取早餐/为爸爸买秋裤 穿秋裤大赛 | |
| 第一站 | 2016年9月14-16日      | 2    | 2016年10月21日 | 中国新疆维吾尔自治区阿勒泰地区哈巴河縣铁热克提鄉白哈巴村 | 阿尔泰山山脉山谷平地 | 蒙眼坐西瓜大赛/军营体验 寻找水怪/军营晚会 分组寻找食材（彩蛋内容）                              | |
| 第二站 | 2016年9月29日-10月1日 | 3    | 2016年10月28日 | 中国湖南湘西古丈县紅石林村                               | 中南地區喀斯特地貌   | 根据杯子底下貼的动作去选房子 完成不同任务得到房子 抓鱼 帮爸爸拿早餐                             | 本期沙溢因工作原因稍晚到达录制地点，安吉弟弟小鱼儿（沙俊良）作为嘉宾出演。                                     |
| 第二站 | 2016年9月29日-10月1日 | 4    | 2016年11月5日  | 中国湖南湘西古丈县紅石林村                               | 中南地區喀斯特地貌   | 到市集賣東西/買禮物給村裡的小朋友 爸爸當代課老師 爸爸不見了/拯救爸爸                            | 本期沙溢因工作原因稍晚到达录制地点，安吉弟弟小鱼儿（沙俊良）作为嘉宾出演。                                     |
| 第三站 | 2016年10月14-16日     | 5    | 2016年11月11日 | 中国寧夏回族自治區中衛市沙坡頭區南沙灘村與騰格里沙漠     | 西北地區沙漠         | 在羊群中找號碼(选房子) 做棗飯 用材料做造型走秀                                                  | |
| 第三站 | 2016年10月14-16日     | 6    | 2016年11月18日 | 中国寧夏回族自治區中衛市沙坡頭區南沙灘村與騰格里沙漠     | 西北地區沙漠         | 飛越黃河 在滑道旁拿食材 穿越沙漠 拍賣會 寶貝选禮物                                              | |
| 第四站 | 2016年11月1-3日       | 7    | 2016年11月25日 | 中国雲南省河哈尼族彝族自治州建水縣                       | 西南地區古城         | 打工 你比我猜 寶貝吃山楂 找內應                                                                 | |
| 第四站 | 2016年11月1-3日       | 8    | 2016年12月2日  | 中国雲南省河哈尼族彝族自治州建水縣                       | 西南地區古城         | 吹管子 一二三木頭人 教另一個寶貝晚上的表演節目                                                  | |
| 第五站 | 2016年11月19-21日     | 9    | 2016年12月9日  | 中国江西撫州市金谿縣竹橋古村                             | 中南地區村莊         | 穿衣遊戲(选房子) 廚藝大比拼 開心值 感應值 蘿蔔蹲 馬與騎士                                       | |
| 第五站 | 2016年11月19-21日     | 10   | 2016年12月16日 | 中国江西撫州市金谿縣竹橋古村                             | 中南地區村莊         | 超越連體乒乓球 吐糟大會 寶貝分享遊戲\爸爸模仿                                                   | 鐘麗緹、考拉的姐姐、胡可、葉一茜、阿拉蕾媽媽、慶慶媽媽、向華強和陳明英擔任嘉賓。慶慶媽媽因家中有事，提早離開。 |
| 第六站 | 2016年12月6-8日       | 11   | 2016年12月23日 | 中国黑龍江省伊春市铁力市桃山镇                           | 東北地區雪乡         | 穿越大棚(选房子) 寻找食材做菜 寶貝掃雪 爸爸織圍巾 做鬼臉弄掉貼紙 韌帶拔河                       | |
| 第六站 | 2016年12月6-8日       | 12   | 2016年12月30日 | 中国黑龍江省伊春市铁力市桃山镇                           | 東北地區雪乡         | 護林任務 爸爸合力做大餐 睫毛彎彎(決定明天早上任務時間) 冰捕/冰釣                                | 成龍和李治廷作為嘉賓出演，宣傳電影功夫瑜伽，並且與寶貝合作拍攝其音樂錄影帶。                                   |
| 第六站 | 2016年12月6-8日       | 13   | 2017年1月6日   | 中国黑龍江省伊春市铁力市桃山镇                           | 東北地區雪乡         | 雪地爬犁大作戰 人體保齡球 爸爸回顧往期歷程                                                      | |

## 播出时间

### 首播
| 频道          | 国家     | 播出日期       | 播出时间                | 备注                          |
| ------------- | -------- | -------------- | ----------------------- | ----------------------------- |
| 芒果TV/优酷网 | 中国     | 2016年10月14日 | 星期五 20:00 - 21:30    |                               |
| Astro全佳HD   | 马来西亚 | 2016年10月15日 | 星期六 21:30 - 23:30    | 24小时内 与中国芒果TV同日播出 |
| 綜藝台        | 香港     | 2017年1月21日  | 星期六 10:00 - 12:00    | 1月28日暫停播映               |
| 中天綜合台    | 臺灣     | 2020年5月23日  | 每周六、日18:00 - 20:00 |                               |

## 争议
本季节目嘉宾董力作为实习爸爸，亲自给素人萌娃崔雅涵（阿拉蕾）进行了全方位照顾。而阿拉蕾对董力的依赖程度也很高，还曾童言无忌表白对方“等我长大了我妈就把我嫁给你”。董力也在多个采访中以開玩笑形式來回答記者說表示要等阿拉蕾长大，理想型就是阿拉蕾，來迴避有關理想對象的問題。但隨著兩人走紅程度愈來愈高，湖南衛視也在炒作CP，有些網友也開始幻想炒作寫文章，於是，没有血缘关系的两人之间共同出行以及种种亲密互动遭到了某些网友的质疑，网络上也出现了《准妈妈致信“爸爸去哪儿”栏目：请停止渲染董力阿拉蕾CP》，文章称节目中诸多内容对儿童防性侵教育而言，打破了基本底线，充满了错误的示范，例如“可以喊陌生男子爸爸、脱衣同睡”。中华人民共和国公安部主办的微博“公安部打四黑除四害”也引用中央人民广播电台中国之声相关文章，对节目中出现的镜头予以批评。而《爸爸去哪儿》栏目组11月19日发表声明称“不支持过度解读”，表示“现场拍摄有镜头监控以及大量工作人员参与，完全杜绝了嘉宾与萌娃单独相处的风险。至于换衣服、洗澡等涉及隐私行为，则有专门的女编导负责完成，完全做到了尊重未成年儿童的隐私……原本是体现父爱亲情，却被断章取义，造成误导，对孩子才是真正的伤害。”